# Melchnau
Melchnau é uma comuna da Suíça, no Cantão Berna, com cerca de 1.507 habitantes. Estende-se por uma área de 10,31 km², de densidade populacional de 146 hab/km². Confina com as seguintes comunas: Altbüron (LU), Busswil bei Melchnau, Gondiswil, Grossdietwil (LU), Madiswil, Pfaffnau (LU), Reisiswil, Untersteckholz.
A língua oficial nesta comuna é o Alemão.